# Cantó de Melle
El cantó de Melle és un cantó francès del departament de Deux-Sèvres, situat al districte de Niort. Té 12 municipis i el cap és Melle.

## Municipis
- Chail
- Maisonnay
- Mazières-sur-Béronne
- Melle
- Paizay-le-Tort
- Pouffonds
- Saint-Génard
- Saint-Léger-de-la-Martinière
- Saint-Martin-lès-Melle
- Saint-Romans-lès-Melle
- Saint-Vincent-la-Châtre
- Sompt

## Història
| Data d'elecció                           | Identitat        | Partit                    | Qualitat |
| ---------------------------------------- | ---------------- | ------------------------- | -------- |
| 1945-1958                                | Auguste Garnaud  | Divers gauche             |          |
| 1958-1988                                | Émile Touzeau    | radical, després UDF      |          |
| 1988-1994                                | Patrick Châtelin | Divers droite             |          |
| 1994-                                    | Paul Grégoire    | Divers gauche, després PS |          |
| les dades anteriors no són pas conegudes |                  |                           |          |
|                                          |                  |                           |          |

## Demografia
| A partir de 1990: Població sense dobles comptes |